# Peter Bauer
Peter Bauer, född 1885, död 1952, var en tysk katolsk författare.
Bauer, som var verksam i Worms, skrev noveller som Der Organist von Siberbüchen (1921), legender som Das Dreigespann (1923), och diktsamlingar som Der heilige Bund (1920). I Worms har Peter-Bauer-Straße uppkallats efter honom.